# Meuse
Meuse (în latină Mosa, în neerlandeză Maas, în germană Maas, în valonă Mouze) este un fluviu european în lungime de aproximativ 1.000 km, care izvorăște din regiunea franceză Lorena și traversează Belgia și Țările de Jos, până la vărsarea în Marea Nordului. În Țările de Jos formează o deltă comună cu Rinul. Meuse este navigabilă pe o mare parte din cursul său și dă numele atât orașului Maastricht, cât și departamentului francez Meuse.

## Geografie
Meuse izvorăște din partea nordică a Podișului Langres din Franța și se varsă în Marea Nordului. Din zona Podișului Langres, din estul Franței, izvorăsc mai multe ape curgătoare importante ale Europei Occidentale. În afară de Meuse, din această regiune izvorăsc și râurile Sena și Mosela. Meusese îndreaptă de aici către nord, traversând teritoriile din nord-estul Franței și pe cele din sudul Belgiei. Lângă Namur, își unește apele cu râul Sambre, curgând mai departe, către est, în direcția orașului belgian Liège și traversând granița dintre Belgia și Olanda, la sud de Maastricht. În apropiere de Rotterdam, se varsă în Marea Nordului printr-o deltă cu multe brațe (alimentată și de apele Rhinului).

### Climă
Clima este temperată cu influențe marine. Temperatura medie multianuală variază în ianuarie între -1 °C și +4 °C, iar în iulie între +12 °C și +23 °C.

### Orașe importante pe cursul fluviului

#### Franța
- Commercy
- Verdun
- Sedan
- Charleville-Mézières
- Revin
- Givet

#### Belgia
- Dinant
- Yvoir
- Namur
- Andenne
- Huy
- Liège

#### Țările de Jos
- Maastricht
- Roermond
- Venlo

## Istorie
În secolul al XIX-lea, în văile râurilor Sambre și Meuse, valonii belgieni au pus bazele uneia dintre cele mai importante regiuni industriale și minere din Europa. Pentru a scurta calea până la Marea Nordului si pentru ca Antwerpen (Anvers), importantul oraș belgian, să poată fi introdus în circuitul navigabil al râului Meuse, valonii au construit Canalul Albert. Acesta unește portul din Antwerpen (Anvers) cu portul din Maastricht în Olanda. Convenția dintre Belgia și Olanda, semnată la 12 mai 1863, a stabilit statulul internațional al râului Meuse și a acordat dreptul de liberă folisință a acestei artere navigabile.
În ultimele decenii, fluviul și-a modificat cursul și de aceea granița dintre aceste țări va fi retrasată.
Belgia va ceda Olandei cele 14 hectare ale peninsulei Eijsder Beemden, care nu mai are legătură terestră decât cu Regatul Țărilor de Jos și în care autoritățile belgiene pot ajunge doar traversând cursul de apă și, implicit, teritoriul olandez.
În schimbul acestei zone, total nelocuite, Belgia va primi patru hectare, tot fără locuitori, din actualul teritoriu al Olandei.

## Economie
Timp de multe decenii, terenurile din preajma râului Meuse, s-au remarcat printr-o dezvoltare rapidă a industriei datorită posibilităților de transport oferite de această apă curgătoare. Când vremea uzinelor siderurgice a apus, regiunea a trecut printr-o mare criză, care a afectat în principal partea flamandă a Belgiei, unde valea râului Meuse își pierduse deja de multă vreme statutul de regiune economică de prim rang.

## Galerie

Râul Meuse în Dinant
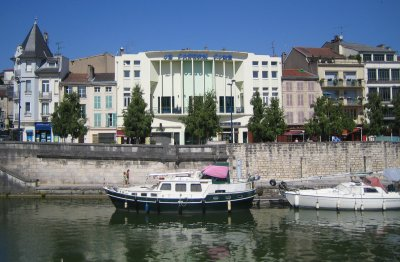
Râul Meuse la Verdun
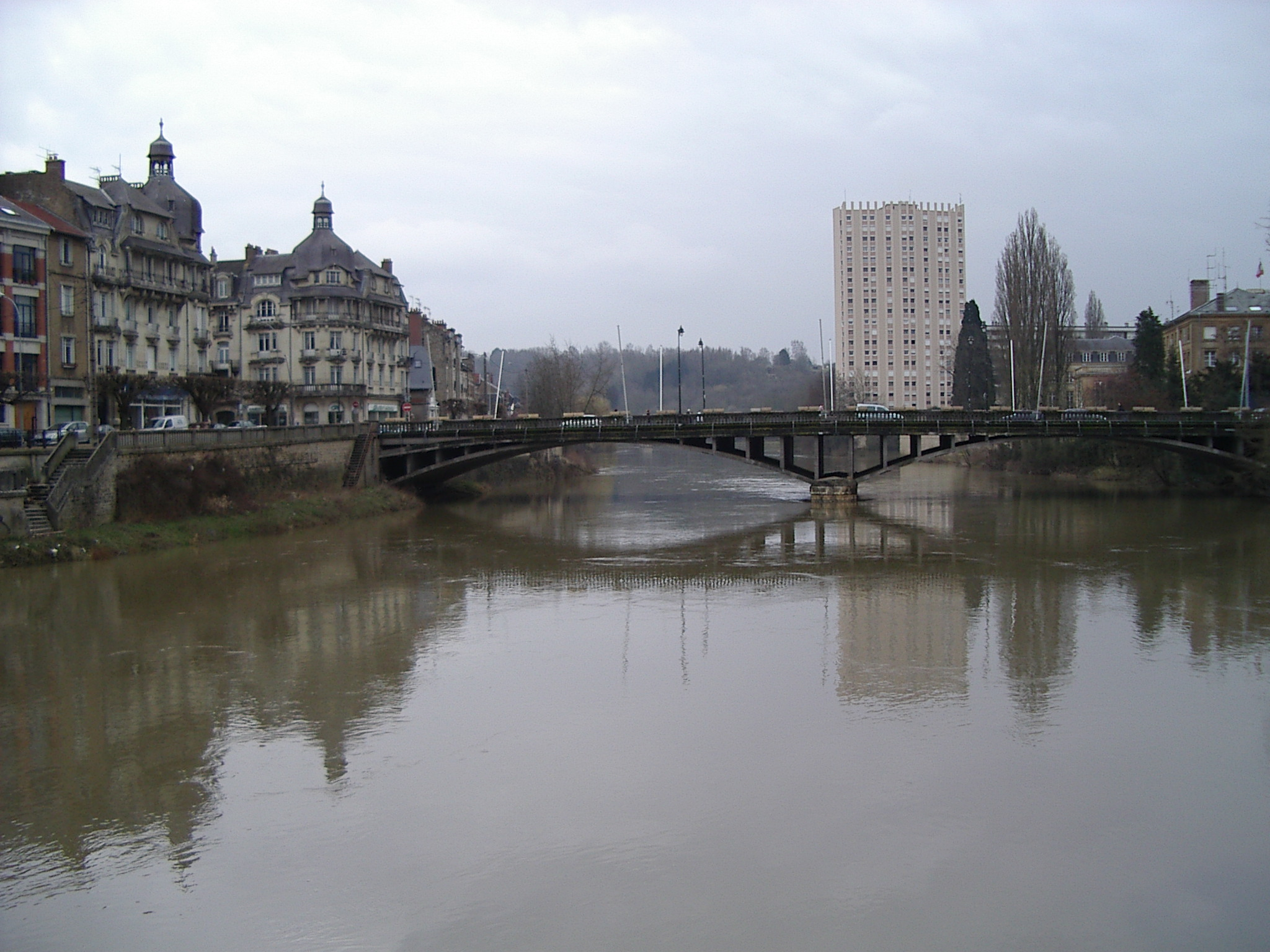
Râul Meuse la Charleville-Mézières
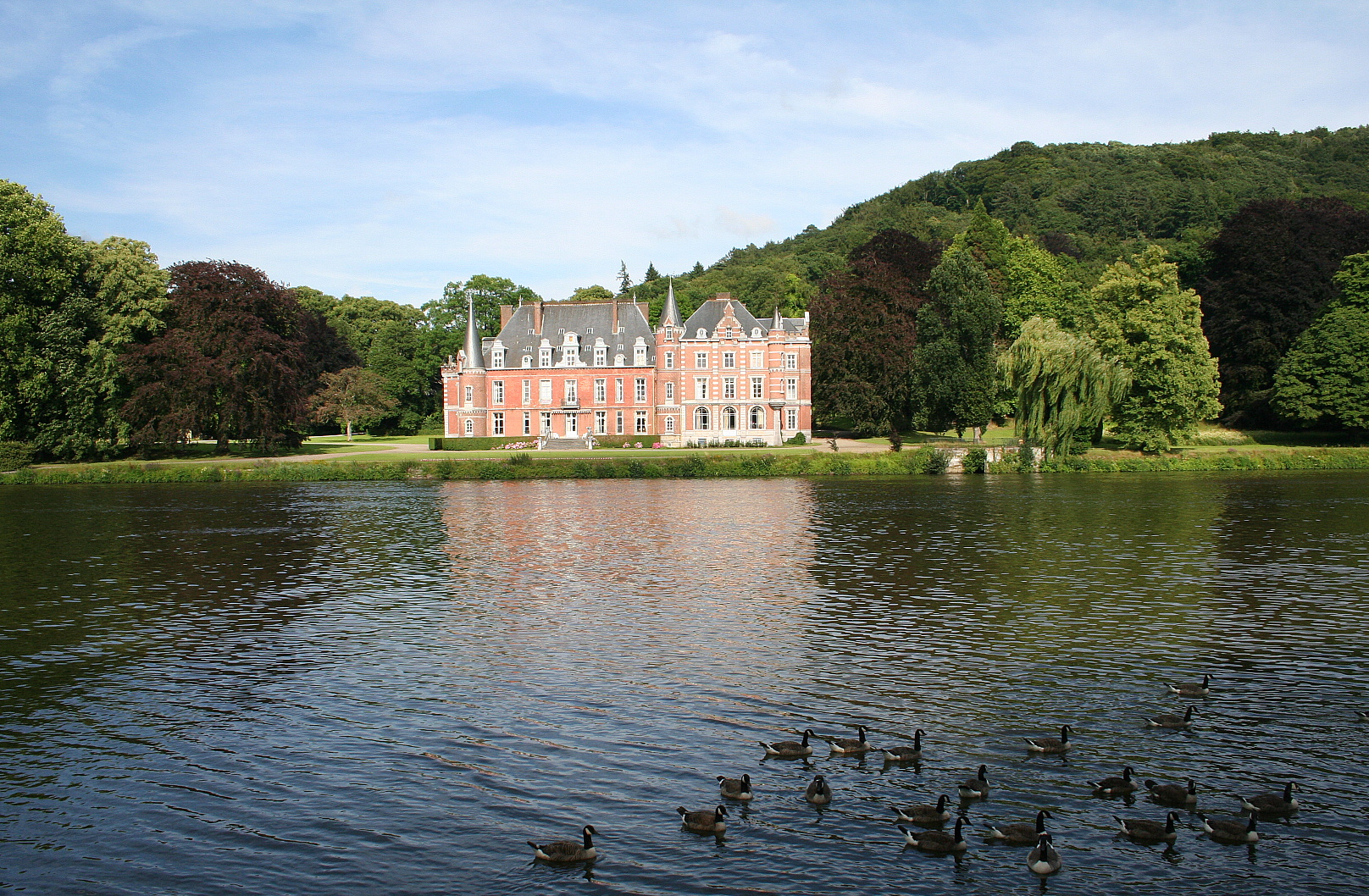
Râul Meuse și castelul Fernan Nunez la Dave
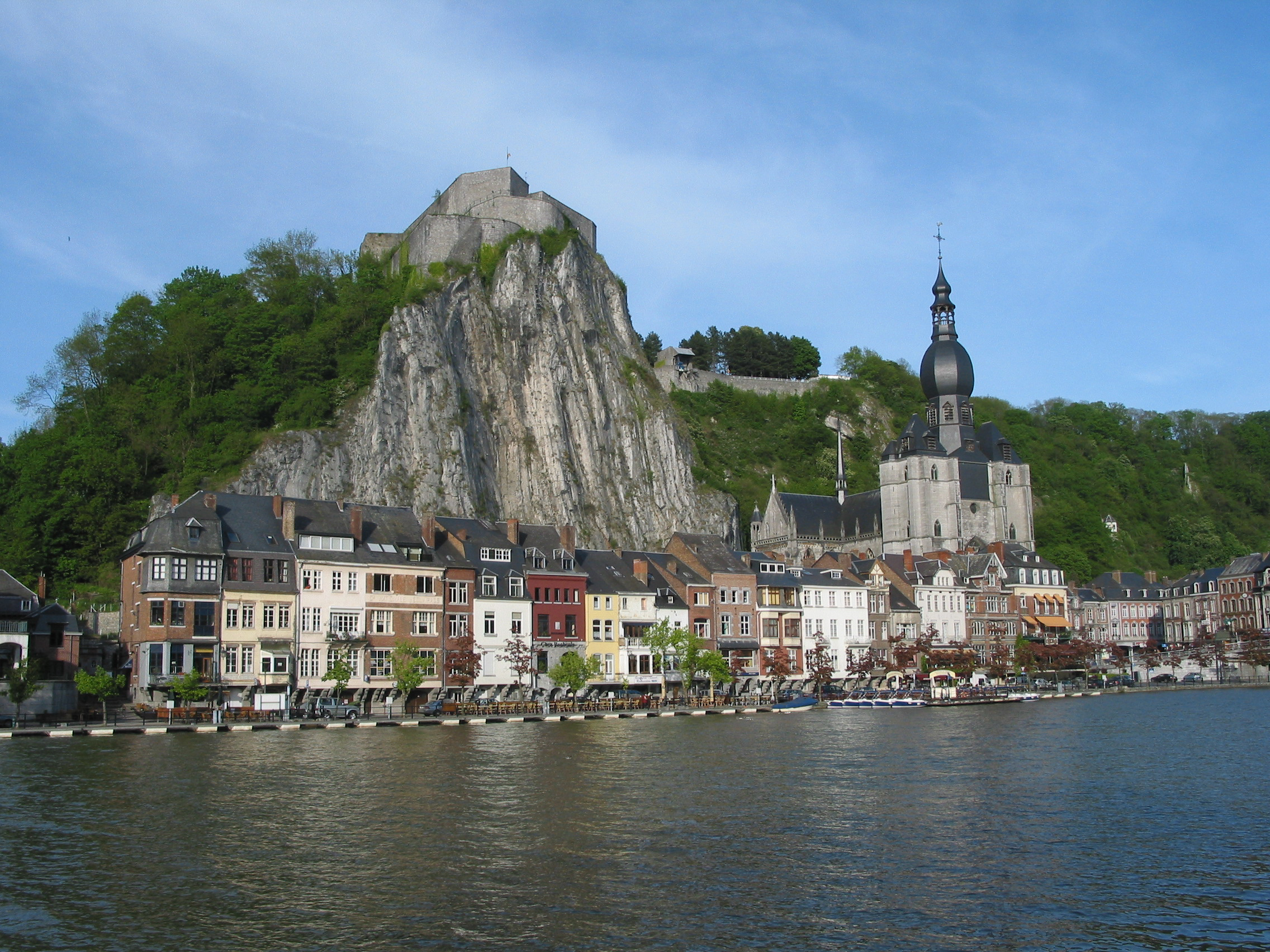
Râul Meuse, Colegiul Notre-Dame la Dinant.
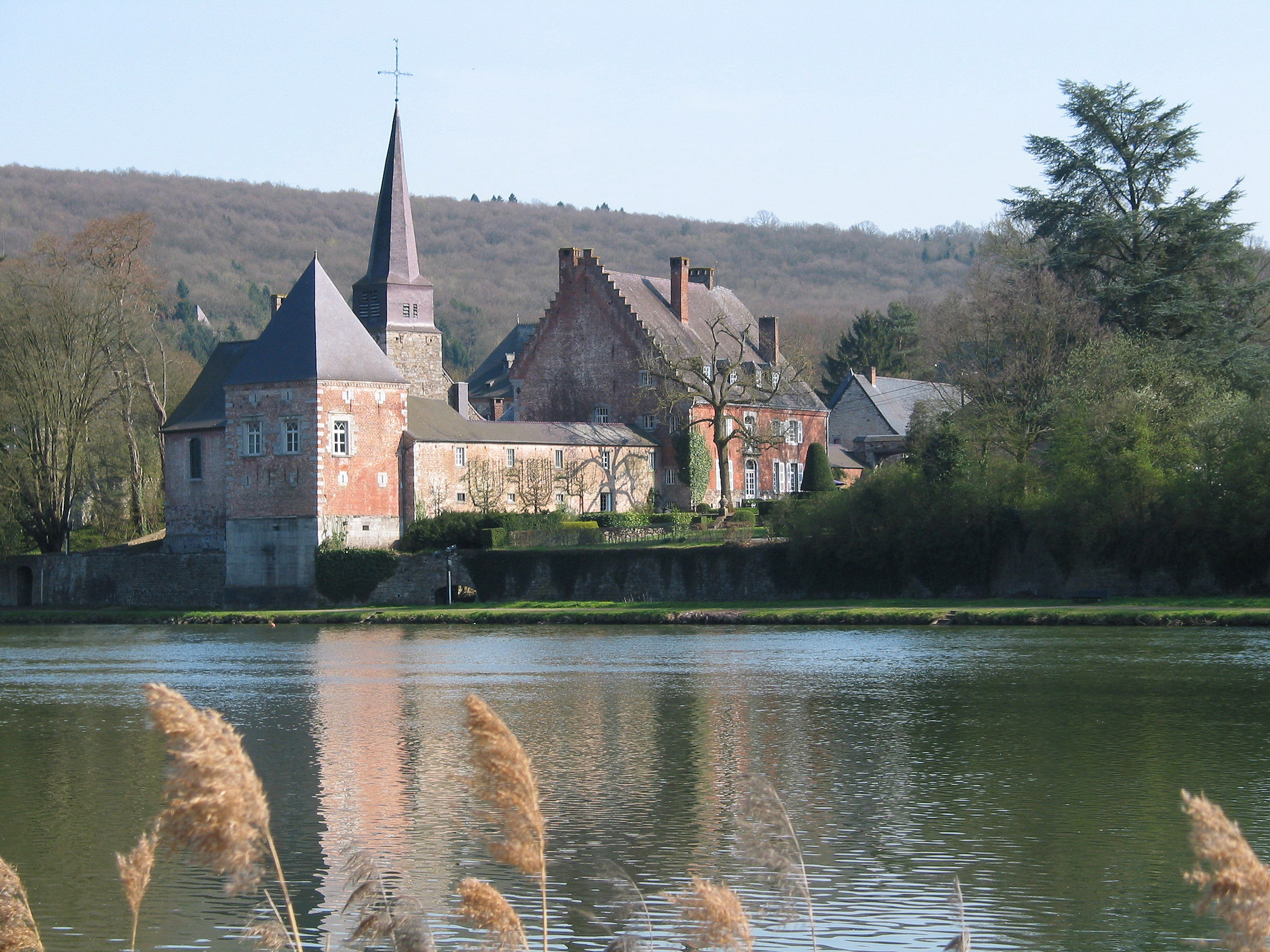
Godinne.
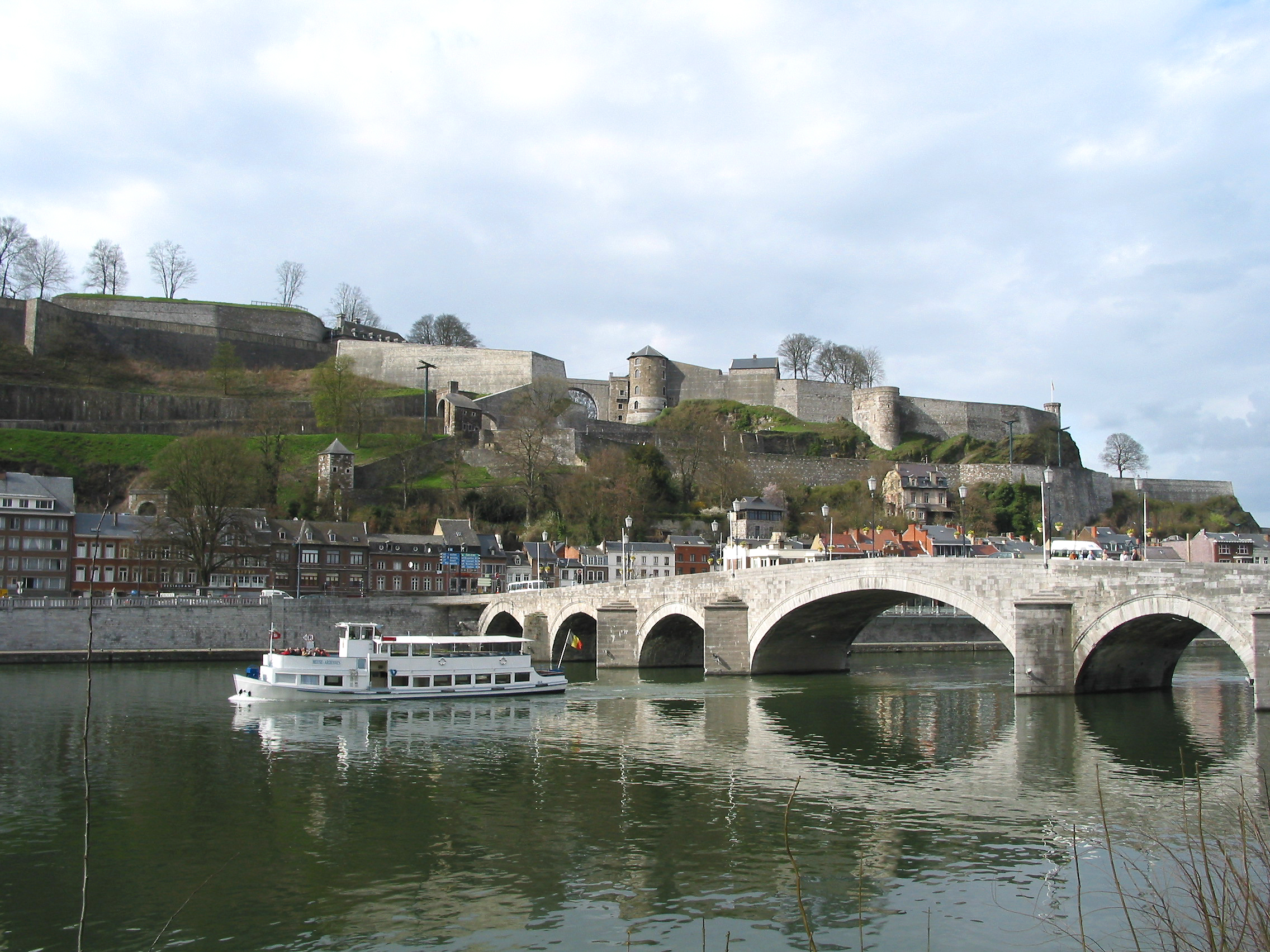
Namur, podul Jambes
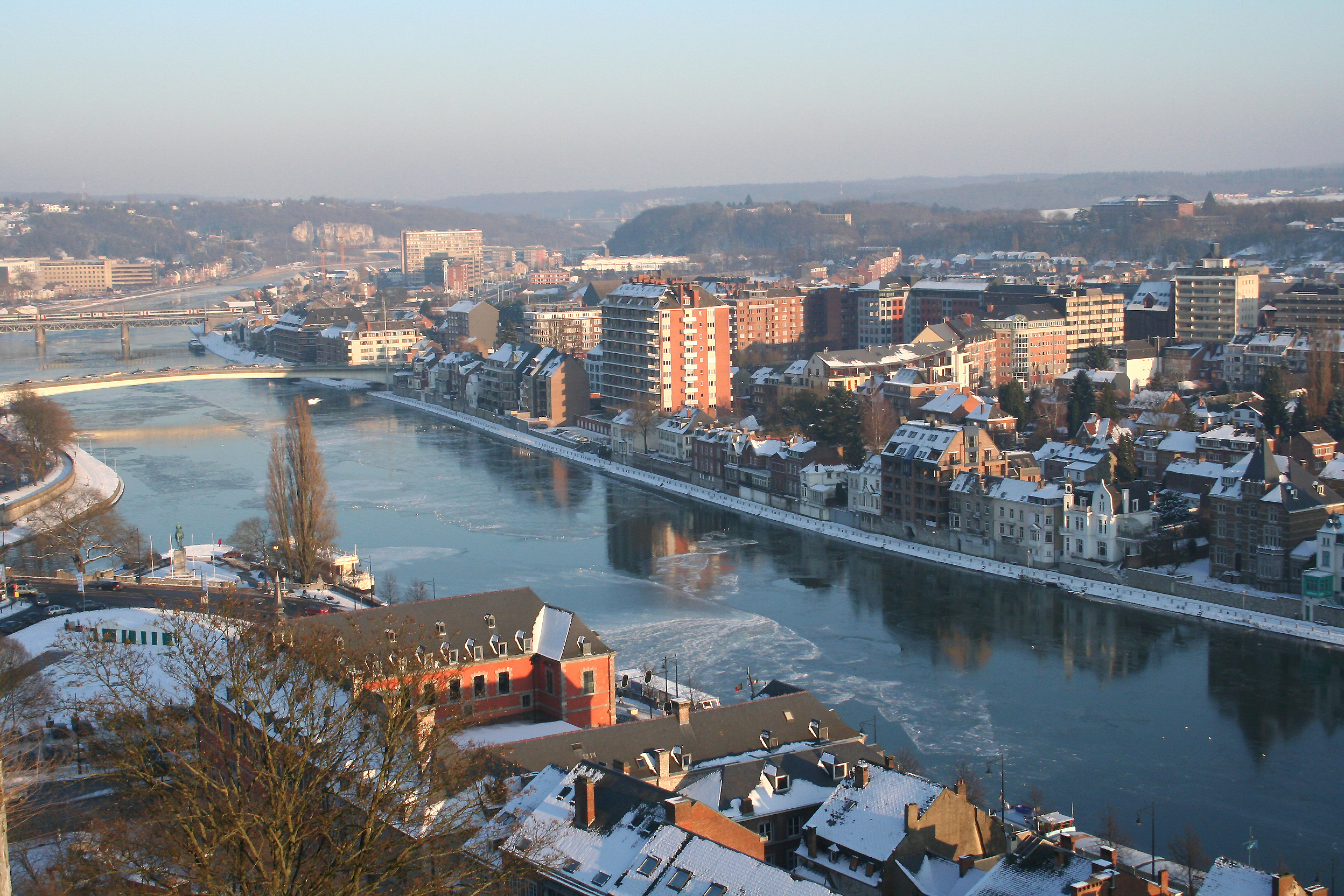
Namur, confluența lui Meuse și Sambre.
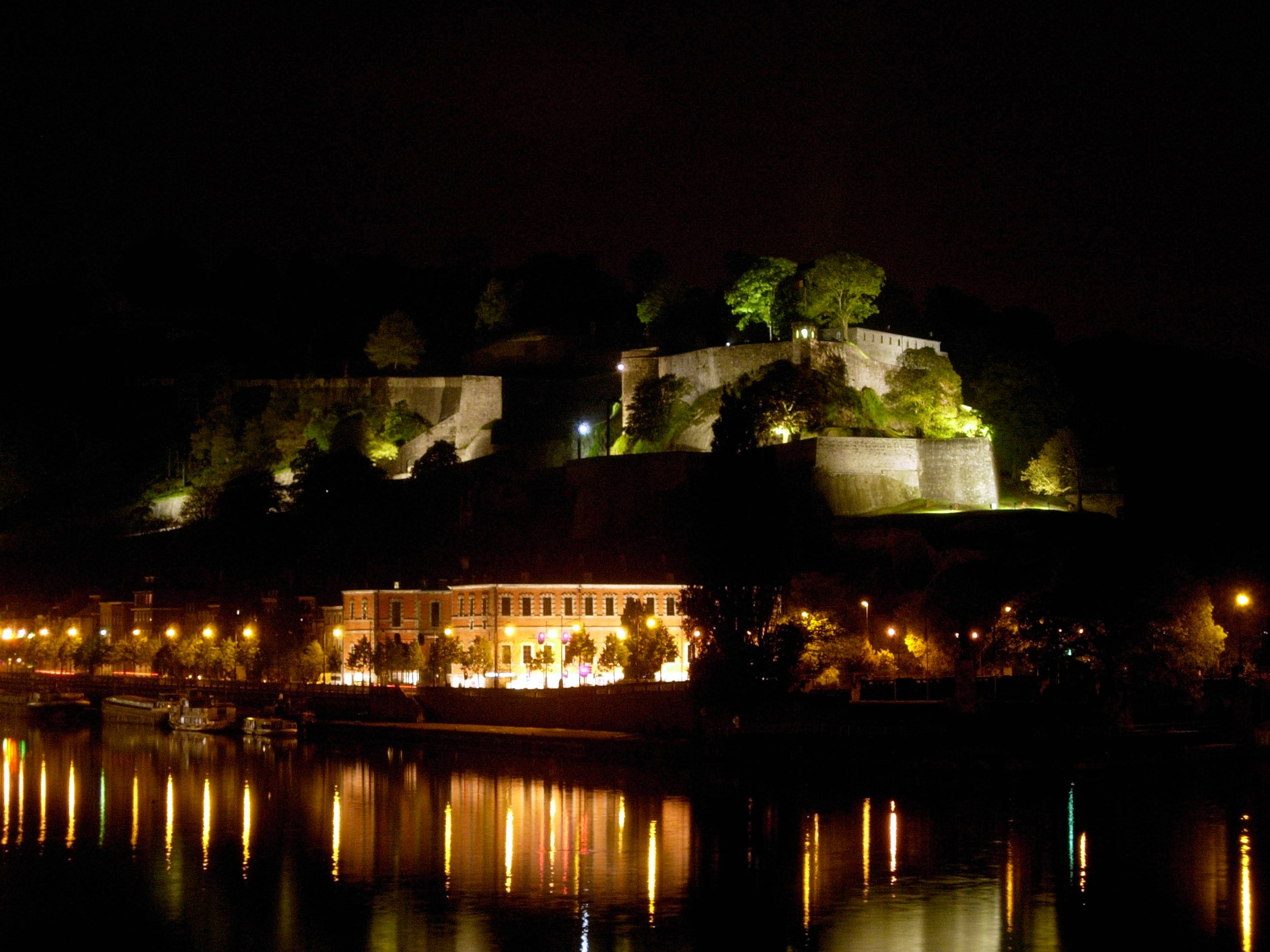
Namur, Parlementul valon amenajat in vechiul spital Saint-Gilles
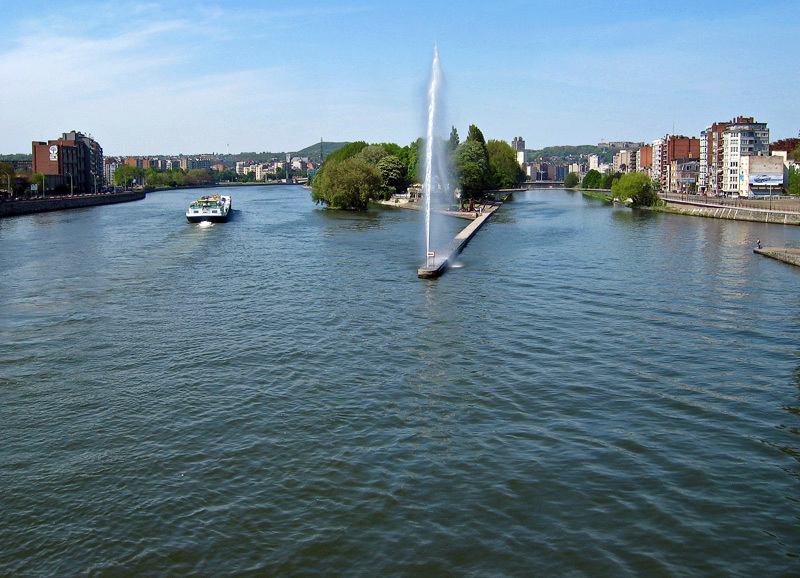
Liège, Meuse vedere de pe podul Fragnée.
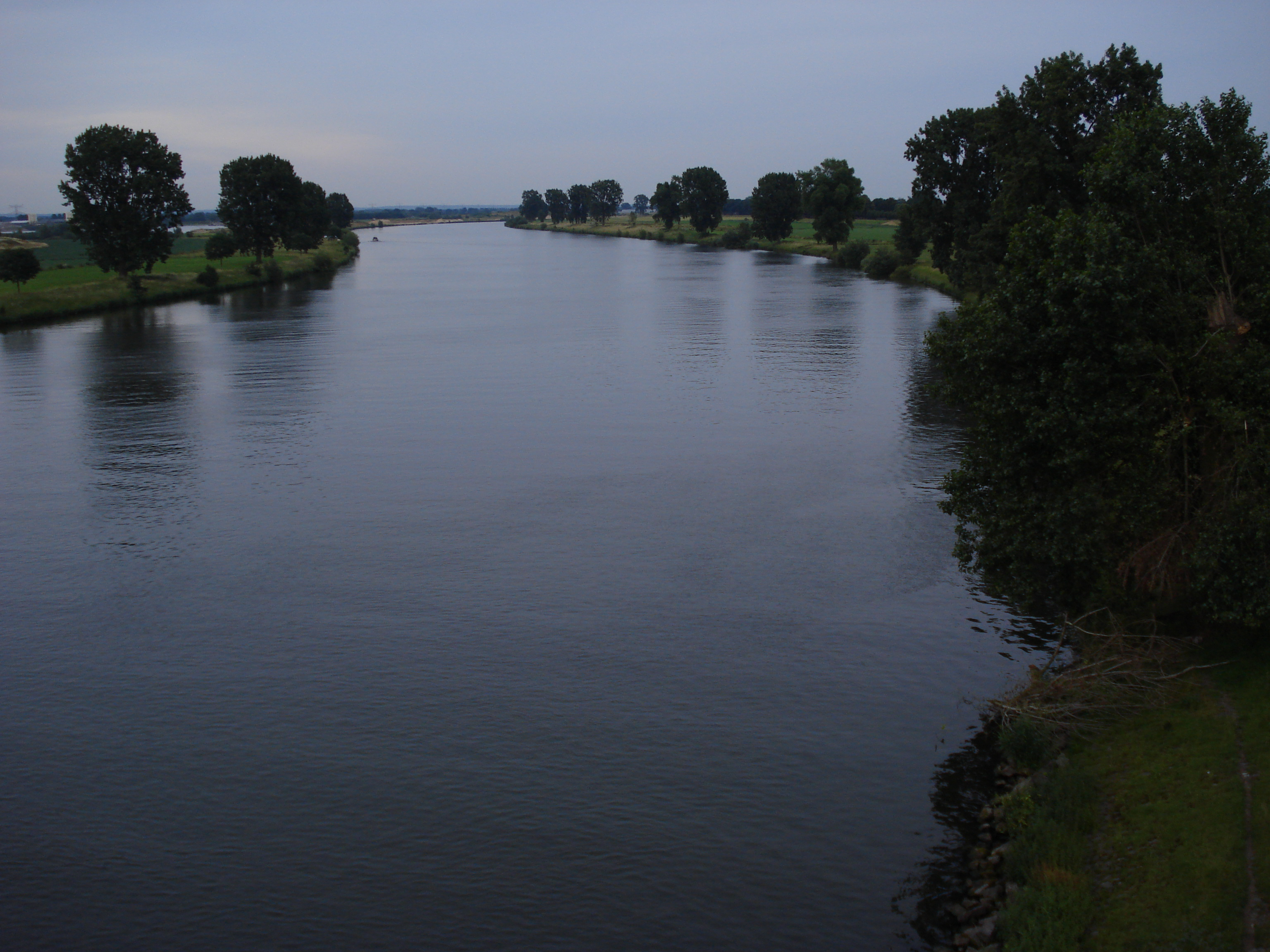
Neerloon
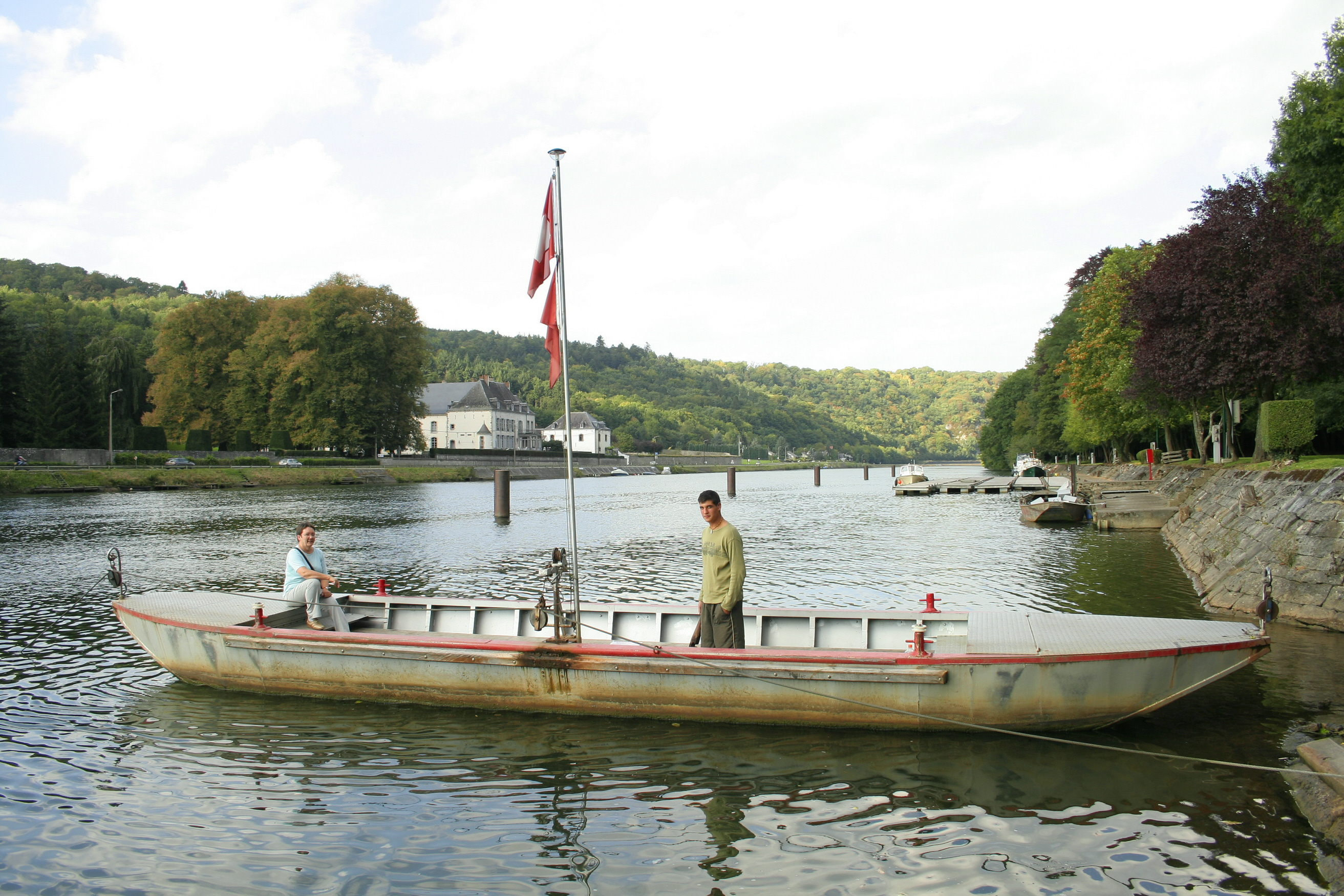
Waulsort